# El joven fabricante de zuecos
El joven fabricante de zuecos, (en inglés:The Young Sabot Maker) es una pintura del pintor afroamericano Henry Ossawa Tanner. Esta es una pintura de género que comparte tema en común con las pinturas La lección de banjo (1893) y Los pobres agradecidos (1895) y representa a un joven tallando zuecos junto a su maestro.
El joven fabricante de zuecos muestra a un hombre y un chiquillo, probablemente un padre y un hijo, tallando zapatos de madera tradicionales (zuecos) en Bretaña, Francia. Estas imágenes de la gente rural comprometida con las viejas costumbres fueron populares en el mundo rápidamente cambiante de finales del siglo XIX. La pintura de Tanner también evoca asociaciones cristianas ya que, según la tradición bíblica, la carpintería era el oficio de José, el padre de Jesús. Oportunamente, Tanner presentó la pintura como un regalo a su madre y su padre, Benjamin Tanner, quien, durante un tiempo, se desempeñó como obispo de la Iglesia Episcopal Metodista Africana en Kansas City, Kansas.